# Rorup
Rorup (plattdeutsch Ruorp) ist ein Dorf im westlichen Münsterland und Ortsteil der Stadt Dülmen.

## Geschichte
Unter der Bezeichnung „Rodopo“ findet sich im Einkünfteverzeichnis der Reichsabtei Werden im Jahr 1050 die erste Erwähnung Rorups. Handwerker und Krämer siedelten sich im Umfeld einer kleinen Wasserburg, die im Mittelalter den Herren von Rorup gehörte, an und bildeten so den Kern.
Die Herren von Rorup werden seit dem 13. Jahrhundert urkundlich erwähnt und hatten das Markengericht und das Patronat über die Kirche und den Pfarrhof. Mutterkirche von Rorup ist die heutige katholische Pfarrkirche St. Fabian und Sebastian zu Darup. 1380 wurde die Pfarrei Rorup aus Teilen des weitläufigen Kirchspiels gebildet.
Im Jahre 1361 veräußerte Hinric von Rodope seine Gebäude und Ländereien dem Berend von Merfeld. Hermann von Merfeld schenkte dann 1387 den Stammsitz der Familie der Kirche. Die Herren von Merfeld ließen außerhalb des Dorfes eine Wasserburg – das Haus Rorup – anlegen.
Auf die Merfelder folgte im 16. Jahrhundert die Familie von Kükelsheim. Der Besitz fiel 1809 an die Familie Amelunxen, als keine männlichen Nachfahren mehr vorhanden waren. August von Amelunxen verkaufte 1838 das Haus Rorup an den Herzog von Croÿ.
Das Dorf Rorup gehörte bis 1803 – der Aufhebung des Hochstifts Münster – zum Amt Horstmar, welches in der Zeit der napoleonischen Kriege zu Frankreich gehörte. Als das Fürstenbistum Münster in das Königreich Preußen eingegliedert wurde, wurde die Gemeinde Rorup 1816 dem Kreis Coesfeld zugeordnet.
Durch die Verwaltungsreform des Freiherrn vom und zum Stein im Jahr 1816 wurden die Gemeinden Lette, Limbergen, Darup und eben Rorup in der Bürgermeisterei Rorup zusammengefasst.
Während des 19. Jahrhunderts lebten zwischen 305 und 471 Menschen in Rorup. Nach dem Zweiten Weltkrieg stieg die Einwohnerzahl durch Flüchtlinge und Vertriebene auf 670.
Am 1. Januar 1975 verlor Rorup seine Selbstständigkeit und wurde – zusammen mit den benachbarten Daruper Bauerschaften Hanrorup und Holsterbrink – im Rahmen der kommunalen Neugliederung in die Stadt Dülmen eingemeindet.

## Wappen
Blasonierung: „In Gold (Gelb), gegittert mit je drei verflochtenen roten Stäben.“ Das Wappen ist dem Rittergeschlecht der Herren von Merveldt entlehnt.

## Kultur und Sehenswürdigkeiten

### Musik
- Kirchenchor St. Agatha[4]
- Roruper Alphornbläser

### Persönlichkeiten
- Jürgen Drews (* 1945), Schlagersänger

### Bauwerke
- Haus Rorup (ehemaliges Gesindehaus der Burg der Ritter von Rorup)
- Haus Schwickering

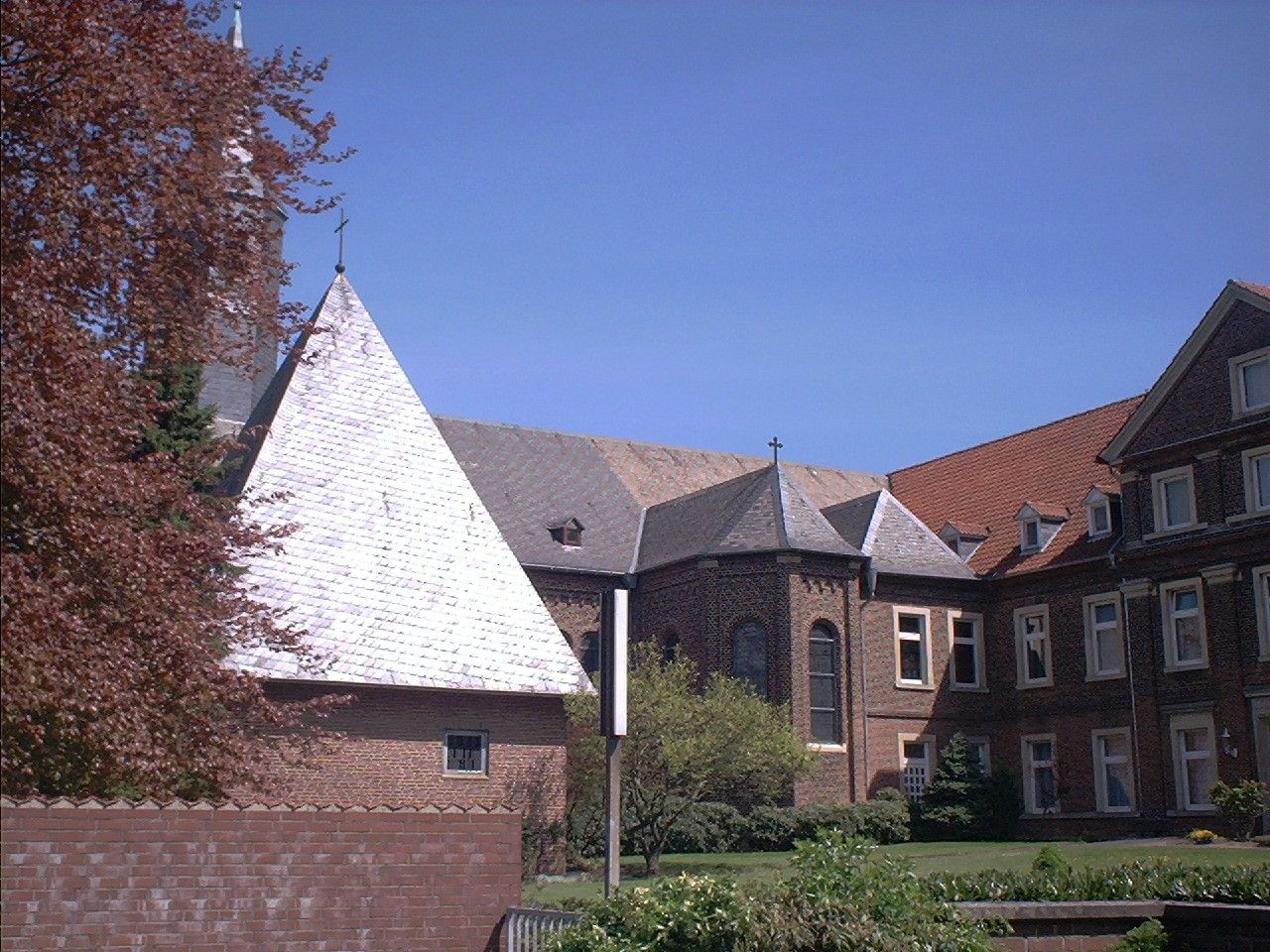
Kloster Hamicolt
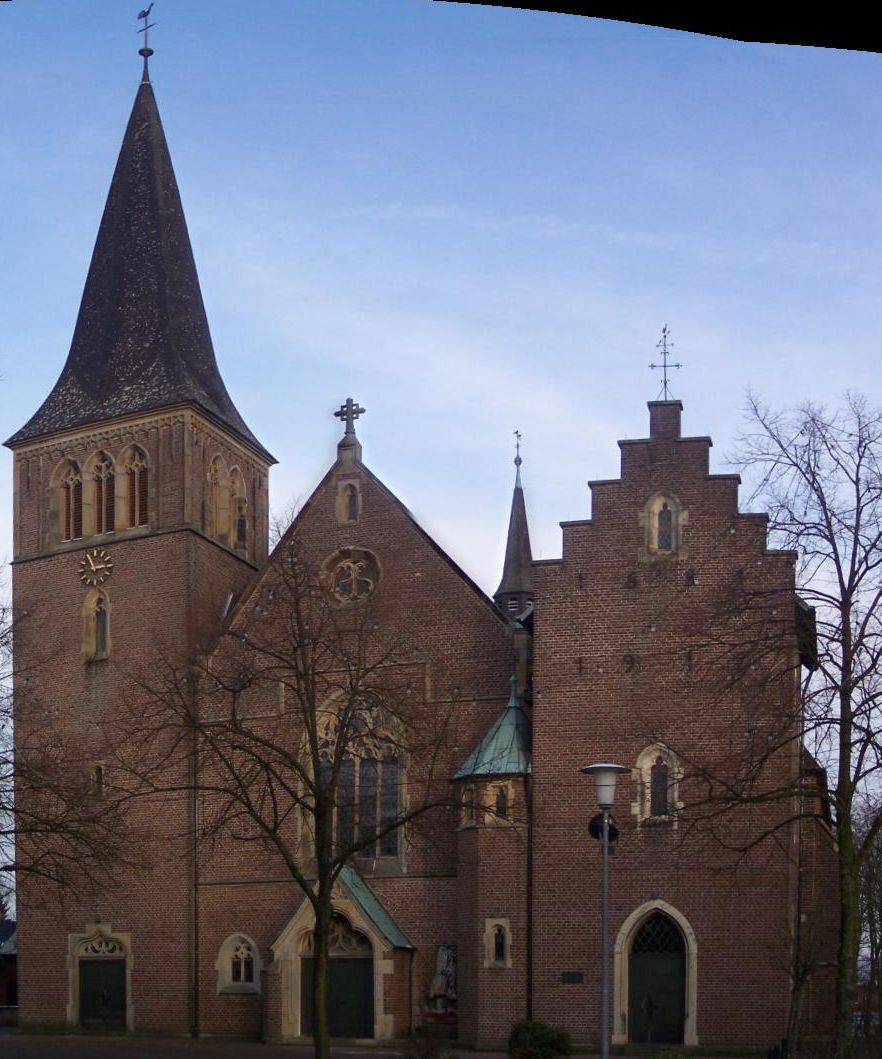
Kirche St. Agatha

### Denkmäler
- Schandpfahl von 1742, einer der ganz wenigen in Westfalen erhalten gebliebenen Pranger. Das Original steht im Bürgerhaus, ein Replikat davor.

### Kirchen und Klöster
- St. Agatha
- Kloster Maria Hamicolt in der Nähe von Rorup

Rorup
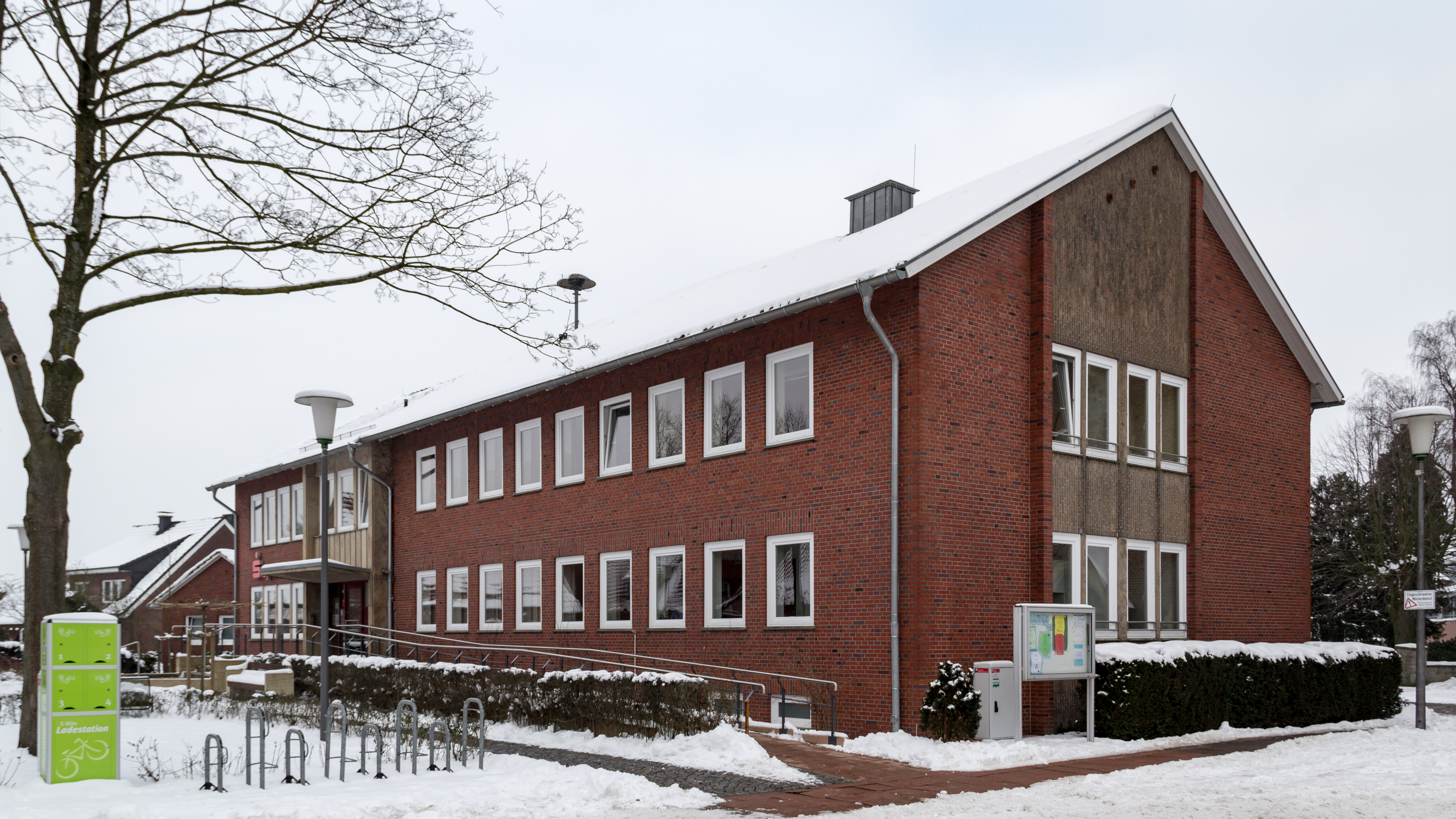
Bürgerhaus
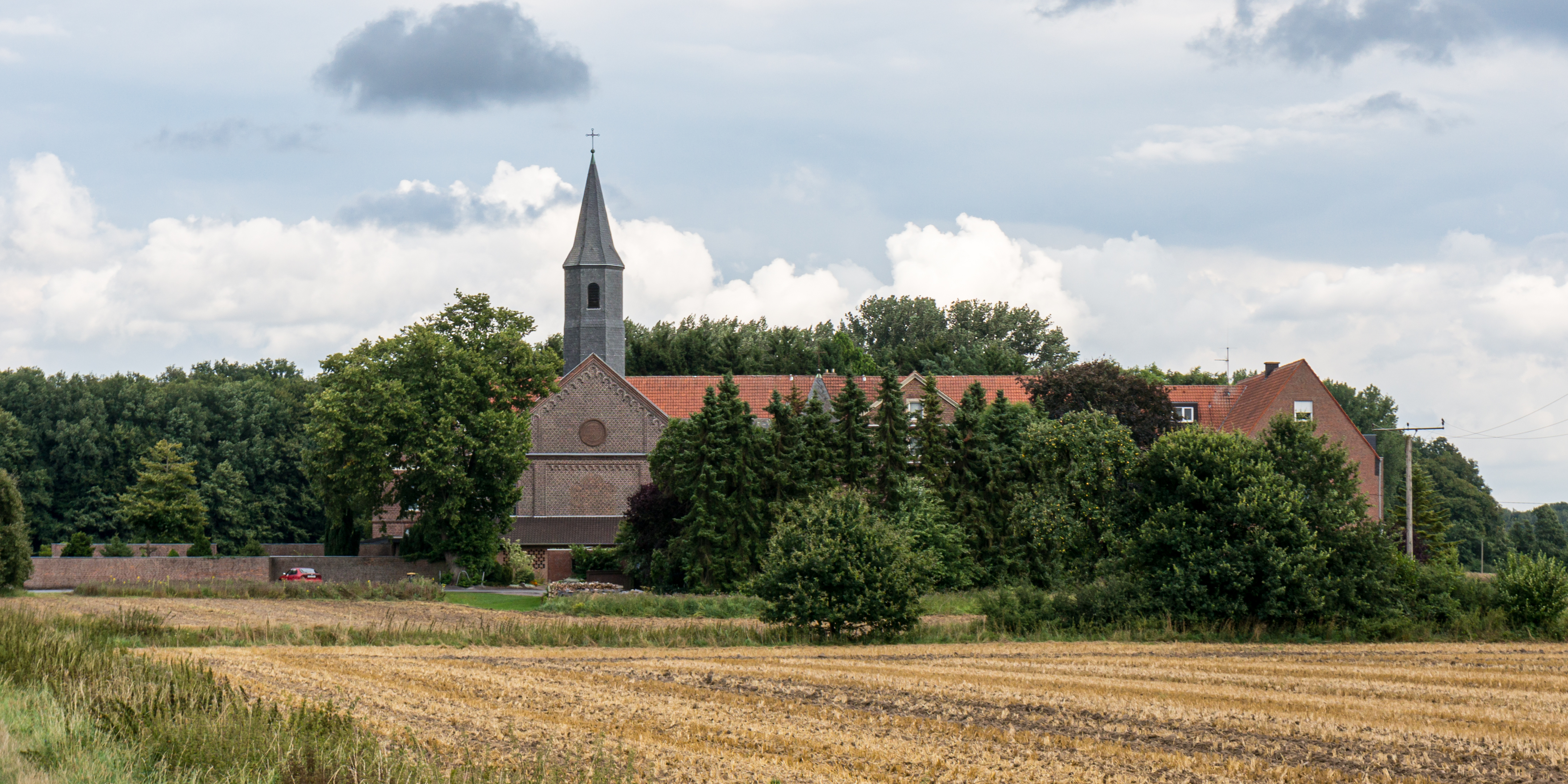
Kloster Hamicolt
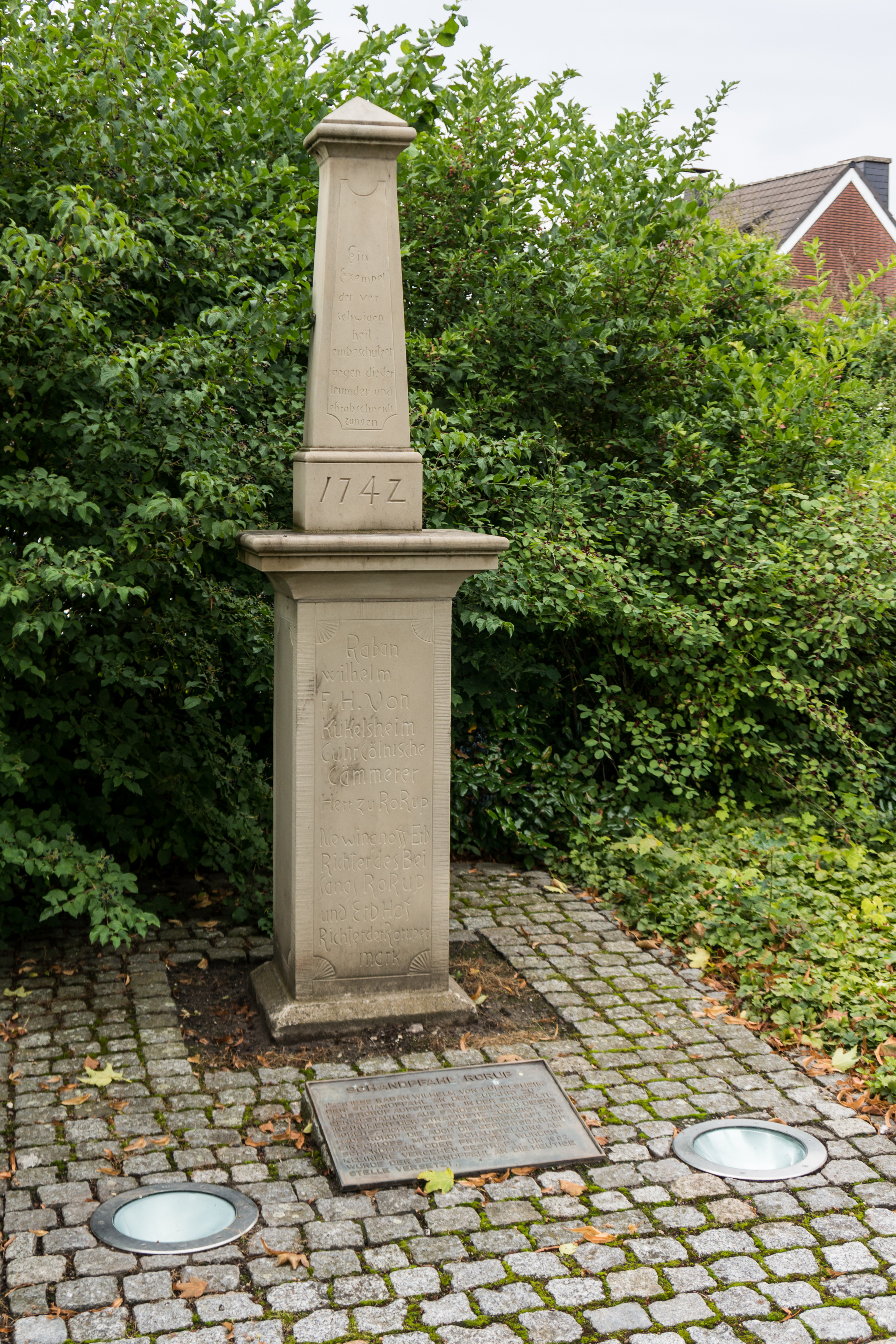
Schandpfahl (Replikat)
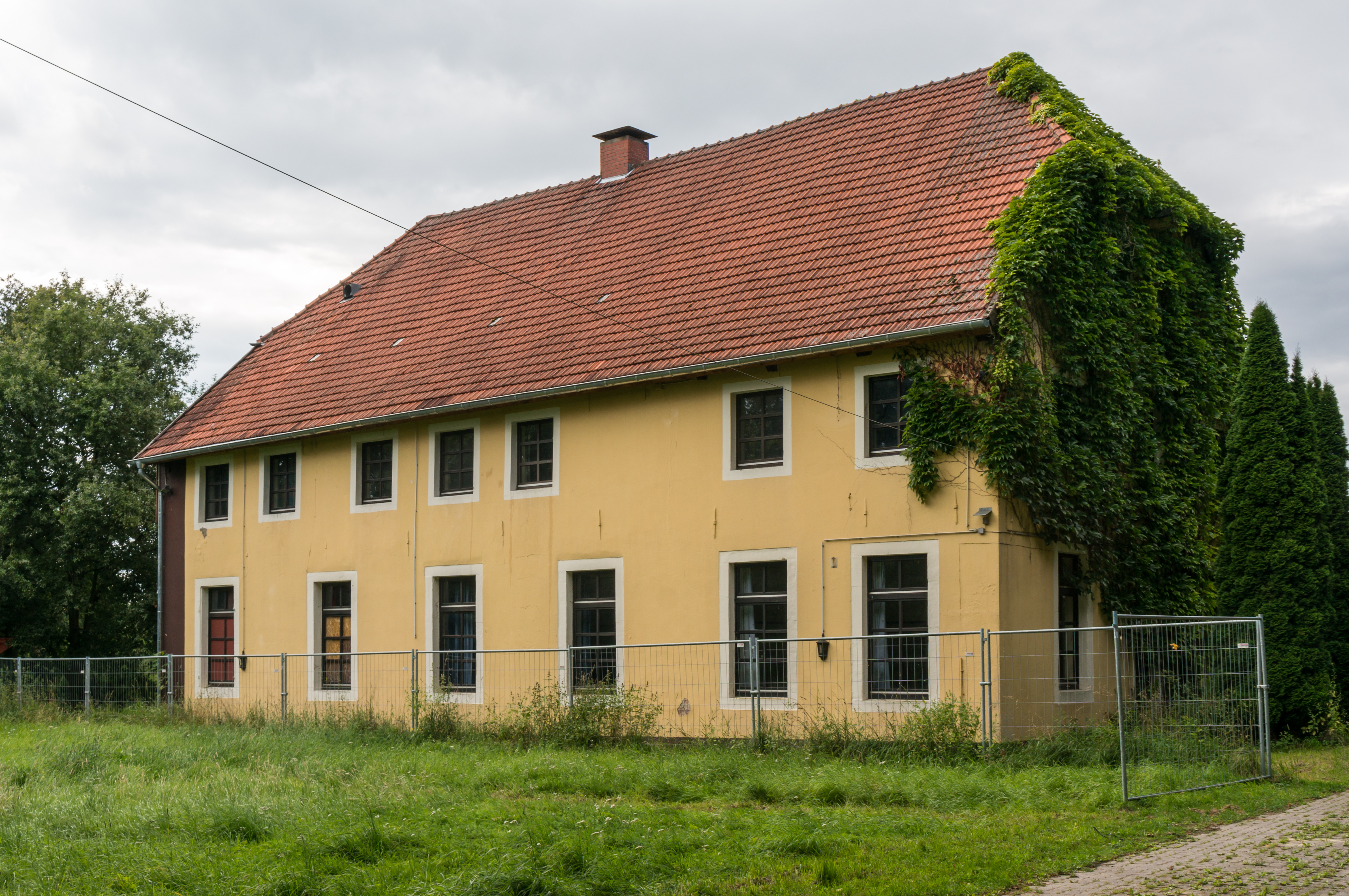
Haus Rorup
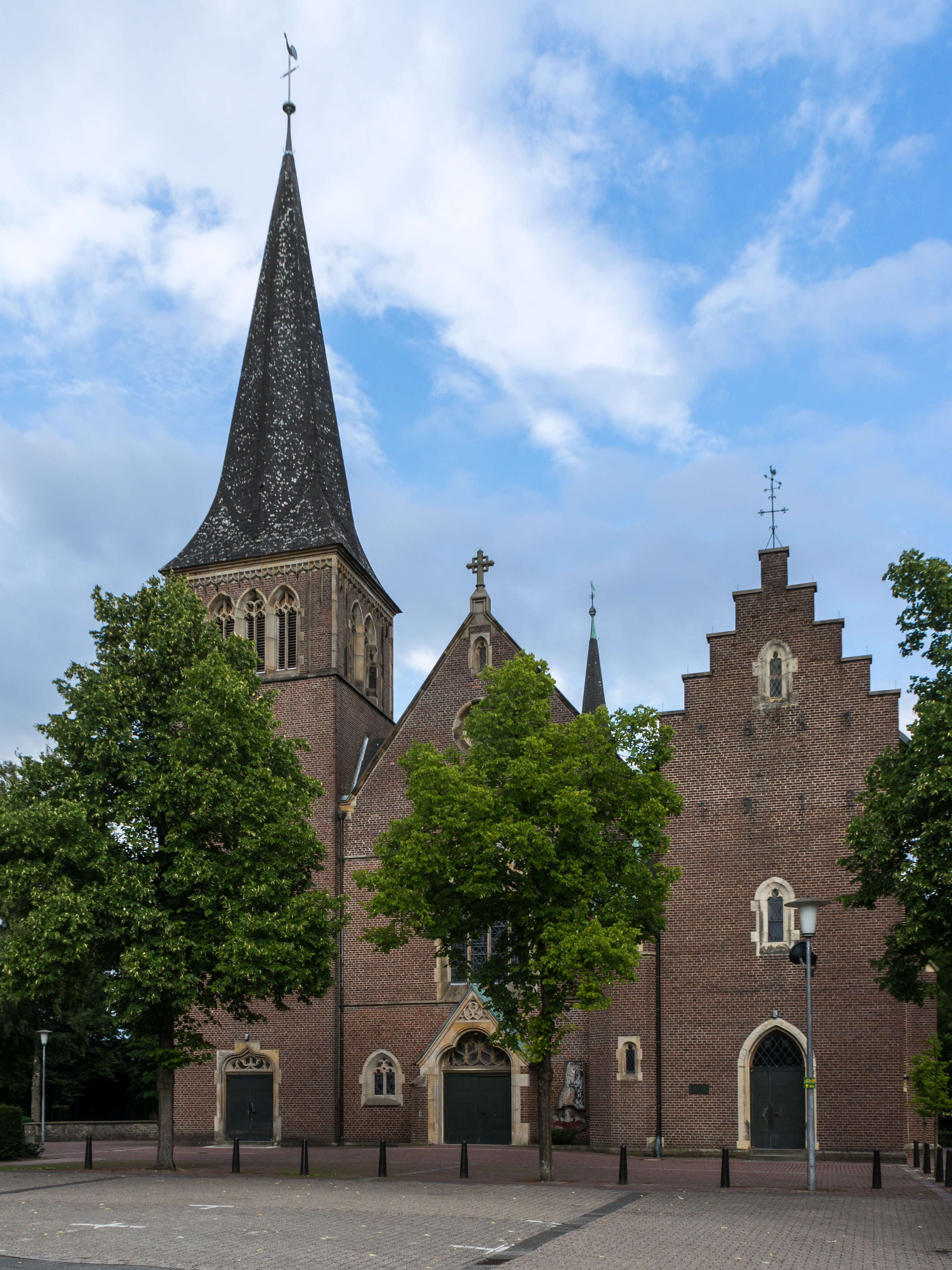
St.-Agatha-Kirche

## Wirtschaft
In Rorup unterhält das Berliner Architektenbüro Kleihues + Kleihues eine Niederlassung.